# Hessebius armatus
Hessebius armatus är en mångfotingart som beskrevs av Karl Wilhelm Verhoeff 1943. Hessebius armatus ingår i släktet Hessebius och familjen stenkrypare.
Artens utbredningsområde är Turkiet. Inga underarter finns listade i Catalogue of Life.